# 陌生人酒店

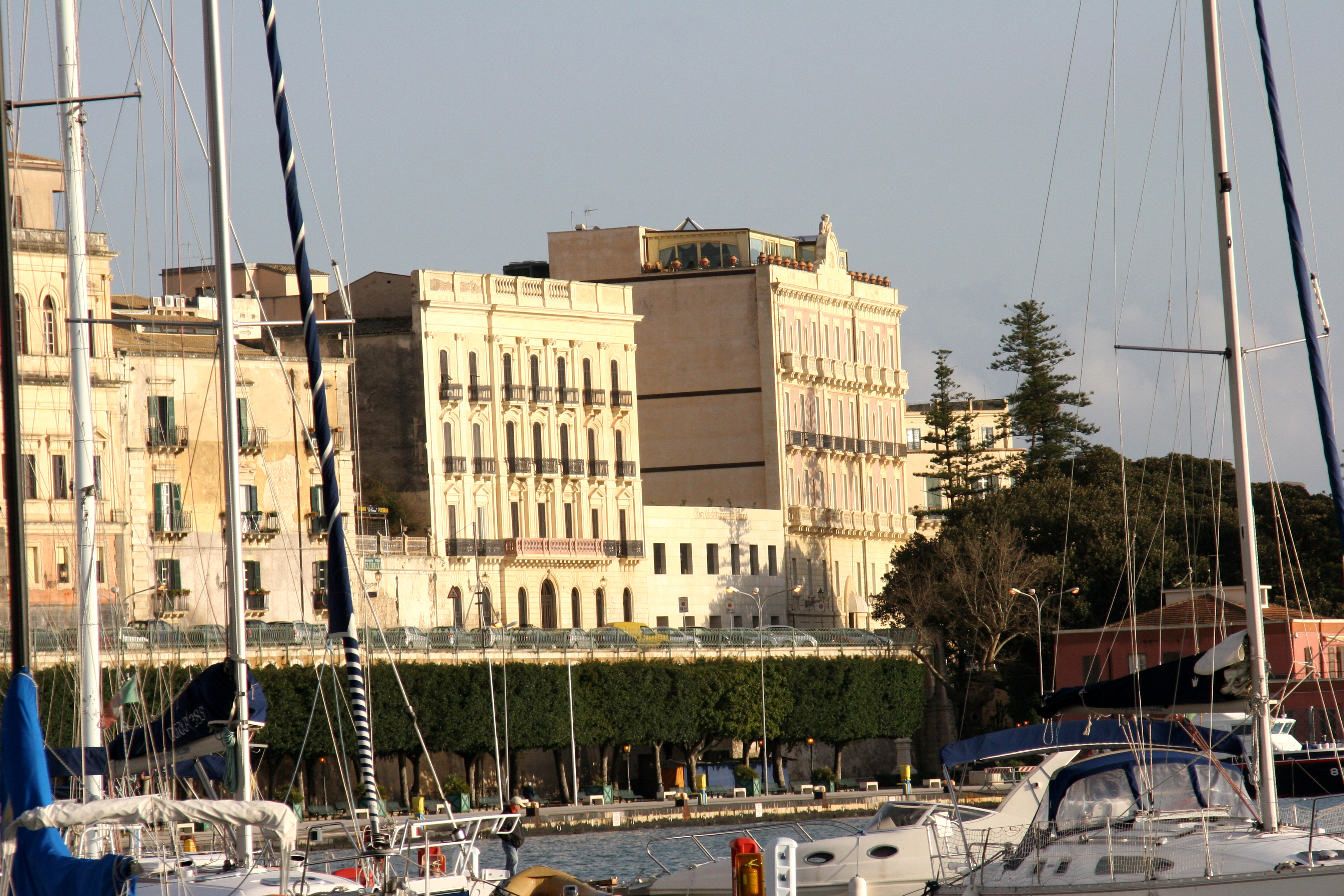

陌生人酒店（Hotel Des Etrangers）是位于意大利西西里岛锡拉库萨奥提伽岛的一家五星级酒店。

## 历史

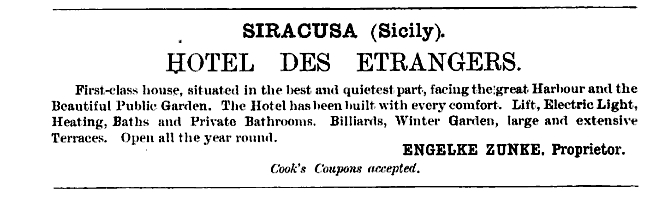

在十九世纪末和二十世纪初，这座酒店由德国血统的波利蒂寡妇管理，是外国游客的住宿地，他们在锡拉库萨过冬，受到大希腊文明遗迹的吸引； 对于想在西西里岛完成“壯遊”的游客，它是受到推荐的酒店之一。
酒店建于1906年，属于新艺术运动和西西里新古典主义风格，位于奥提伽岛上，俯瞰林仙泉，这片水域让人想起神话中阿瑞图萨和阿尔甫斯的爱情。1905年4月，为了给酒店腾出空间，在拆除米利亚乔宫的过程中，发现了一座青铜时代的墓窟。
该酒店历经沧桑，于1963年关闭，40年后，于2003年7月14日重新开业。目前由玛西亚水道桥地产集团公司（Gruppo Acqua Marcia）收购，该公司隶属于佛罗伦萨的乔蒂家族，同时还拥有 陶尔米纳的阿什比酒店（The Ashbee）和巴勒莫怡东酒店（Excelsior di Palermo）。